# 일로역
일로역(Illo station, 一老驛)은 대한민국 전라남도 무안군 삼향읍 맥포리에 위치한 호남선 및 대불선의 역이다. 2002년 12월 13일 역사 이설로 일로읍에서 삼향읍으로 이전되었으나, 역명은 그대로 일로역으로 쓰고 있다. 일부 특별 편성된 열차를 제외한 모든 무궁화호와 ITX-새마을와 일부 ITX-마음이 정차한다.
역 인근에 대한민국에서 가장 큰 연꽃 저수지인 회산백련지가 있다.

## 역사
- 1913년 5월 15일 : 일로읍 월암리에서 삼향역(三鄕驛)으로 영업 개시[1]
- 1938년 3월 1일 : 일로역(一老驛)으로 역명 변경[2]
- 2001년 12월 5일 : 역사 신축 이전
- 2009년 10월 31일 : 화물 취급 중지[3]
- 2014년 5월 12일 : ITX-새마을 운행 개시
- 2023년 9월 1일 : ITX-마음 운행 개시

## 열차 정보
이 역은 주중에 정차하는 ITX-마음은 주말에 정차하는 ITX-마음가 다르니 주의해야 한다.

### 승강장
| ↑몽탄           |
| ４３ \| ２１ \| |
| 임성리↓         |

| 1 | 호남선 | 사용하지 않음 |
| 2 | 호남선 | 목포 방면     |
| 3 | 호남선 | 용산 방면     |
| 4 | 호남선 | 사용하지 않음 |

## 인접한 역
| 호남선                | 호남선                       | 호남선           |
| --------------------- | ---------------------------- | ---------------- |
| 함평 용산 방면        | ITX-새마을 · ITX-마음 호남선 | 목포 방면        |
| 몽탄 용산 방면        | 무궁화호 호남선              | 목포 방면        |
| 몽탄 광주 · 부전 방면 | 무궁화호 호남선 · 경전선     | 임성리 목포 방면 |